# Аяччо-1
Ая́ччо-1 (фр. Ajaccio-1, корс. Aiacciu-1) — один из 11 кантонов департамента Южная Корсика, региона Корсика, Франция. INSEE код кантона — 2A01. Кантон полностью находится в округе Аяччо. В кантон входит часть коммуны Аяччо.

## История
Кантон Аяччо-1 (Уэст-Виль) был создан по декрету от 18 августа 1973 года. В кантон входила часть коммуны Аяччо-1.
По закону от 17 мая 2013 и декрету от 14 февраля 2014 года количество кантонов в департаменте Южная Корсика уменьшилось с 22 до 11. Новое территориальное деление департаментов на кантоны вступило в силу во время выборов 2015 года. Таким образом, часть коммуны Аяччо, принадлежащая кантону Аяччо-1, была переопределена 22 марта 2015 года.

## Население
В таблице приведена динамика численности населения по 2012 год. В 2015 году территория кантона была изменена, а население соответственно возросло до 14 226 человек (население во время переписи 2012 года на территории, определённой в 2015 году).
| 1990 | 1999 | 2006  | 2008  | 2011  | 2012  |
| ---- | ---- | ----- | ----- | ----- | ----- |
| 9847 | 8891 | 12003 | 12237 | 12630 | 11882 |

## Политика
Согласно закону от 17 мая 2013 года избиратели каждого кантона в ходе выборов выбирают двух членов генерального совета департамента разного пола. Они избираются на 6 лет большинством голосов по результату одного или двух туров выборов.
В первом туре кантональных выборов 22 марта 2015 года в Аяччо-1 баллотировались 3 пары кандидатов. С поддержкой 69,46 % Пьер-Жан Лючиани и Агителла Пьетри-Мистр были избраны на 2015—2021 годы. Явка на выборы составила 48,02 %.
| Мандат | Мандат | Кандидаты                                |                | Партия                    | Первый тур | Первый тур |
| Мандат | Мандат | Кандидаты                                | Кол-во голосов | Партия                    | % голосов  |            |
| ------ | ------ | ---------------------------------------- | -------------- | ------------------------- | ---------- | ---------- |
| 2015   | 2021   | Пьер-Жан Лючиани и Агителла Пьетри-Мистр |                | Союз за народное движение | 2540       | 69,46      |
| 2015   | 2021   | Жан-Луи Амидеи и Эммануэль Серветти      |                | Беспартийные левые        | 791        | 21,63      |
| 2015   | 2021   | Кевин Кукорава и Ванесса Сампьери        |                | Беспартийные левые        | 326        | 8,91       |